# کوه‌های روهن
کوه‌های روهن (به آلمانی: Rhön) یک منطقهٔ مسکونی در آلمان است که در هسن واقع شده‌است.